# Moneni Pirates FC
Moneni Pirates Football Club w skrócie Moneni Pirates FC – suazyjski klub piłkarski grający w pierwszej lidze suazyjskiej, mający siedzibę w mieście Manzini.

## Sukcesy
- Puchar Eswatini[1]:
  - zwycięzca (3): 1987, 1988, 2015.

## Występy w afrykańskich pucharach
| Sezon | Rozgrywki                 | Runda   | Kraj     | Klub                     | Dom | Wyjazd | Dwumecz |
| ----- | ------------------------- | ------- | -------- | ------------------------ | --- | ------ | ------- |
| 1989  | Puchar Zdobywców Pucharów | wstępna | Lesotho  | Lesotho Defence Force FC | 2–0 | 0–1    | 2–1     |
| 1989  | Puchar Zdobywców Pucharów | 1       | Zambia   | Power Dynamos FC         | 1–1 | 0–5    | 1–6     |
| 1990  | Puchar Zdobywców Pucharów | wstępna | Burundi  | Vital’O FC               | 0–0 | 1–6    | 1–6     |
| 1992  | Puchar CAF                | 1       | Uganda   | Nakivubu Villa           | 1–3 | 1–2    | 2–5     |
| 1993  | Puchar CAF                | 1       | Zimbabwe | CAPS United              | –   | –      | –       |
| 1993  | Puchar CAF                | 2       | Kenia    | AFC Leopards             | 0–1 | 0–2    | 0–3     |

## Stadion
Domowe mecze klub rozgrywa na stadionie o nazwie Trade Fair Ground w Manzini. Stadion może pomieścić 5000 widzów.